# Claus-Gerd Richter
Claus-Gerd Richter (* 11. Dezember 1934 in Berlin) ist ein ehemaliger deutscher Politiker (FDP).

## Leben
Claus-Gerd Richter besuchte die Volks- und Oberschule und legte sein Abitur ab. Danach studierte er Rechts- und Wirtschaftswissenschaften an der Freien Universität Berlin. 1960 absolvierte er sein Examen als Diplom-Volkswirt. Von 1960 bis 1962 war er im Banken- und Prüfungswesen tätig. Danach arbeitete er als persönlicher Referent und Pressereferent des Senators für Gesundheitswesen Gerhart Habenicht (FDP). Ab 1966 war er Geschäftsführer.
Richter war von 1971 bis 1975 Mitglied des Abgeordnetenhauses von Berlin.